# Безус Євген Федорович
Безус  Євген  Федорович (нар. 3 вересня 1943) року — дитячий письменник.

## Життєпис
Народився  в селі  Троїцьке  П'ятихатського району  Дніпропетровської  області.
Від вересня  1949 року  до серпня  1960 року  мешкав  у селі Мишурин РІг  Верхньодніпровського району  Дніпропетровської  області, там  навчався  і закінчив  середню  школу.
Після закінчення у 1960 році Мишуринрізької середньої школи працював токарем  на  заводі  міста  Дніпропетровська і навчався на вечірньому відділенні  Дніпропетровського інституту залізничного транспорту. Пізніше служив у військовій авіації. Після армії закінчив Дніпропетровський державний  університет у 1970 році і отримав спеціальність  радіофізика і електроніка. Працював на заводах радіотехнічного профілю майстром, старшим інженером-технологом, начальником технологічного бюро цеху, заступником начальника цеху, начальником відділу, головним технологом заводу, заступником директора заводу  Дніпропетровська, Жовтих Вод, Верхньодніпровська. 
Не зважаючи на вік, працює й нині - інспектором з кадрів ТОВ "Агрогазсервіс".
Нагороджений медаллю "За трудову доблесть" (1985 рік), Грамотою Верховної Ради України (2010 рік) та обласною відзнакою - ювілейною медаллю "25 років незалежності України".
Депутат Верхньодніпровської районної ради трьох скликань.
Заступник голови Верхньодніпровського районного об'єднання Всеукраїнського товариства "Просвіта" ім. Т. Г. Шевченка.
Член Національної спілки письменників України.
Видав  шість книг: "Про дідуся-паровоза і хлопчика Микитку" (2008 рік), "Поетичні вишиванки Євгена Безуса" (2009 рік), "Хроніки пригод підземного льотчика авіації Івана Штурмана, або І таке буває" (2012 рік), "Поле чудес" (2013 рік), "Крізь дерезу до слави" (2015 рік), "Поетичні вишиванки -2" (2018 рік)
Співавтор поетичних збірників: "Самотканські зірниці" (2007 рік), "Під небом Борисполя-града" (2008 рік), "Рідне місто моє" (2009 рік).
Публікувався у літературно-художньому журналі "Сузір'я дивосвіту" (№5-6 за 2014 рік), у літературно-художньому альманасі "Павлоградські перехрестя" (№5 за 2014 рік і №6 за 2015 рік), альманасі письменників Придніпров'я "Степова Еллада" (2016 рік).
Організатор видання і співавтор збірника "Поетичні передзвони Придніпров'я" (2015 рік).
Поезії Євгена Безуса друкувалися в районній газеті та в обласних і всеукраїнських часописах, зокрема "Зоря", "Событие", "Сільські вісті".
Лауреат Всеукраїнської літературної премії ім. Олександри Кравченко (Девіль), 2014 року ; ІІ місце за повість "Хроніки пригод підземного льотчика авіації Івана Штурмила, або І таке буває".
Лауреат патріотичного конкурсу Дніпропетровщини за номінацією "Проза" - ІІ місце.
Учасник фіналу телепередачі "Поле чудес", 2003 року.
Учасник і переможець команди глядачів у телепередачі "Що? Де? Коли?", вересень 2008 року.